# Агатис
Ага́тис (лат. Agathis, от др.-греч. ἀγαθίς «клубок», из-за формы шишек) — род голосеменных растений семейства Араукариевые (Araucariaceae). Крупные деревья с необычной для голосеменных листовидной хвоей. Некоторые виды обладают очень ценной древесиной.

## Распространение
Известно около 20 видов, распространенных в северной Австралии, Новой Зеландии, в Полинезии, Меланезии, на полуострове Малакка, островах Малайского архипелага и на Филиппинах и в Новой Гвинее.

## Палеонтология
В ископаемом состоянии известны в позднем палеоцене, в основном из Южного полушария (Австралия, Тасмания, Новая Зеландия, Патагония), хотя есть также и северополушарные находки (Китай). Также был распространён в нижнем мелу на территории Южного Приморья и олигоцене Житомирской области. Самые древние остатки (пыльцевые зерна) датируются юрой (Казахстан и Западная Сибирь). 

## Ботаническое описание
Большинство видов рода — очень крупные вечнозелёные медленнорастущие деревья, достигающие в высоту 70 м, а в толщину — 3 м (иногда — до 9 м). Исключение составляют лишь Агатис желтеющий (Agathis flavescens), максимальная высота которого составляет 12 м, и Агатис яйцевидный (Agathis ovata), редко превышающий в высоту 9 м. Стволы у растений колонновидные, на значительном протяжении — без боковых ветвей.
Листья — необычные для голосеменных: листообразные, длиной от 5 до 18 см и шириной от 1 до 6 см; молодые обычно розовые или красноватые, взрослые — тёмно-зелёные. Лист сохраняется на дереве от 15 до 20 лет.
Растения обычно двудомные. Мужские стробилы (микростробилы) — пазушные, цилиндрические, длиной от 2 до 6 см и шириной до 1 см. Женские стробилы (макростробилы, шишки) шаровидные, реже широкоцилиндрические, диаметром от 6 до 15 см, развиваются на концах коротких ветвей. Семена — длиной от 1 до 1,5 см, с одним или двумя крыльями.
|                                                        |  |  |
| Листовидная хвоя, женская шишка и кора Agathis robusta |  |  |

## Использование
Древесина многих видов агатиса ценилась и до сих пор ценится очень высоко, поскольку обладает высокими техническими качествами: она хорошо поддаётся обработке, эластична, почти без сучков. Активно использовалась и используется в кораблестроении, строительстве, изготовлении мебели и музыкальных инструментов. Особенно ценится древесина агатиса южного (Agathis australis), поскольку она не повреждается жуками-точильщиками.
Некоторые виды агатиса являются источником твёрдой смолы, известной под названием копал. В прошлом её добывали в очень большом количестве, сейчас этот промысел сильно сократился. Смола используется в медицинских целях. В то же время развивается добыча ископаемого агатисового копала, который похож на янтарь и нередко содержит различные ископаемые включения.
Некоторые виды — например, Агатис белый (Agathis alba), — культивируются в декоративных целях.

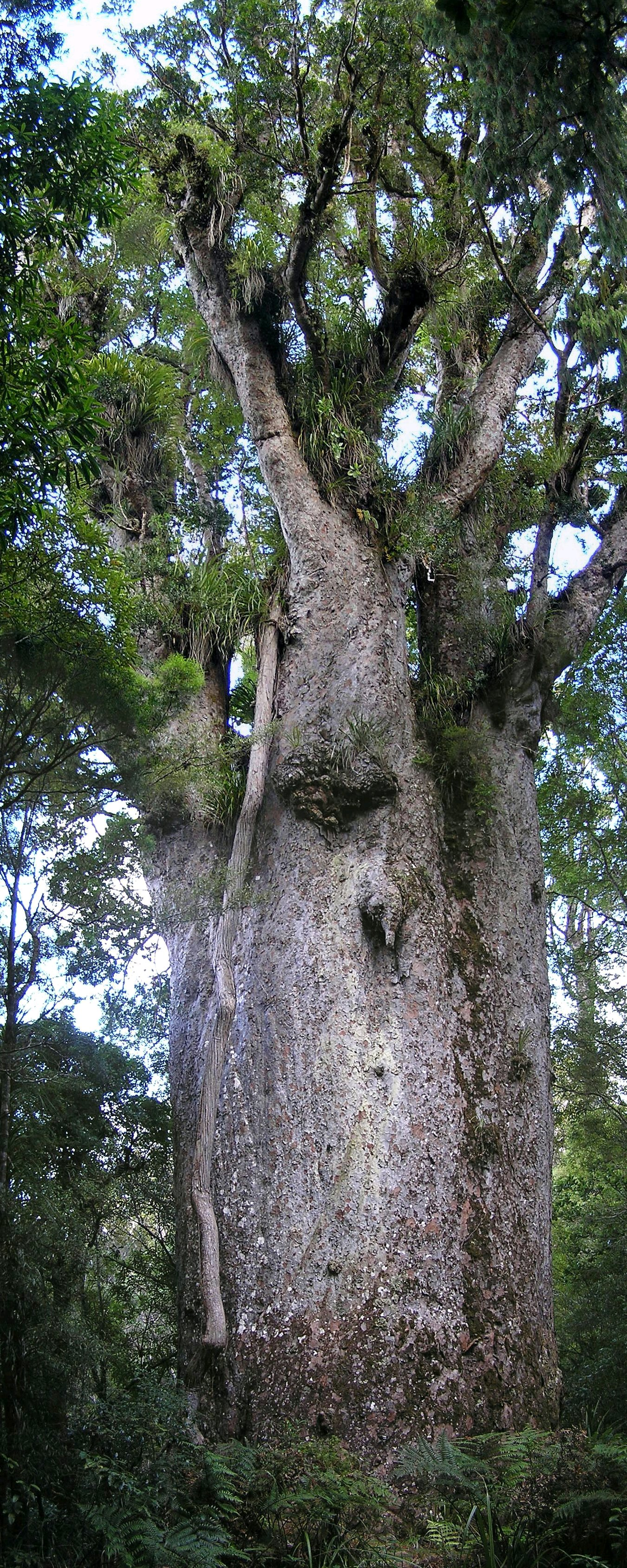
Агатис южный (Agathis australis) по имени Те Матуа Нгаере (маори: Te Matua Ngahere, «отец леса»), 16 м в обхвате

## Виды
По информации базы данных The Plant List (2013), род включает 18 видов:
- Agathis alba (Lam.) Foxw. — Агатис белый[7]
- Agathis atropurpurea Hyland (Квинсленд, Австралия)
- Agathis australis (D.Don) Lindl. — Агатис южный, или Новозеландское каури (Остров Северный, Новая Зеландия)
- Agathis borneensis Warb. (западная Малайзия, Калимантан)
- Agathis dammara (Lamb.) Rich. & A.Rich. — Агатис даммара [syn.  Agathis celebica] (восточная Малайзия)
- Agathis flavescens Ridl. — Агатис желтеющий (полуостров Малакка)[6]
- Agathis kinabaluensis de Laub. (Калимантан)
- Agathis labillardierei Warb. (Новая Гвинея)
- Agathis lanceolata Warb. (Новая Каледония)
- Agathis lenticula de Laub. (Калимантан)
- Agathis macrophylla (Lindl.) Mast. [syn.  Agathis vitiensis] (Фиджи, Вануату, Соломоновы острова)
- Agathis microstachya J.F.Bailey & C.T.White (Квинсленд, Австралия)
- Agathis montana de Laub. (Новая Каледония)
- Agathis moorei (Lindl.) Mast. (Новая Каледония)
- Agathis orbicula de Laub. (Калимантан)
- Agathis ovata (C.Moore ex Vieill.) Warb. — Агатис яйцевидный (Новая Каледония)[6]
- Agathis robusta (C.Moore ex F.Muell.) F.M.Bailey (Квинсленд, Австралия, Новая Гвинея)
- Agathis silbae de Laub. (Вануату)